# De los valles y volcanes
De los valles y volcanes es el primer álbum editado por la banda argentina de post-rock, Hacia Dos Veranos lanzado en mayo de 2007 a través de Scatter Records.

## Lista de canciones
1. 24:00 (4:19)
2. Preludio (5:12)
3. Sueño (6:00)
4. La última tarde del apicultor (4:16)
5. Maleficio (6:16)
6. Orillas del Aluminé (2:35)
7. Despertar (1:56)
8. De los valles y volcanes (9:33)
9. Verano (3:32)

- Todos los temas compuestos por Ignacio Aguiló, Diego Martínez y Sebastián Henderson.

## Intérpretes

### Hacia Dos Veranos
- Ignacio Aguiló: guitarra
- Diego Martínez: bajo
- Julia Bayse: flauta, teclados
- Andrés Edelstein: batería y percusión

### Músicos invitados
- Ignacio Gabriel: Teclado Farfisa en las pistas Maleficio, De Los Valles y Volcanes y Verano.